# 貧困女子
貧困女子（ひんこんじょし）は、2010年代より生じている女性の形態。

## 概要
最低限の生活を営むことすら困難な女性が貧困女子とされている。明確には定義されていないが、年収が114万円未満や月の手取りが10万円未満ならば貧困女子とされている。2011年に国立社会保障・人口問題研究所の調査結果から20歳から64歳までの単身で暮らす女性は3人に1人が貧困女子に該当していることが明らかになった。貧困女子となっている原因は、無計画な結婚、出産、離婚、失職、雇用形態などがあり、特に20代での増加が著しい。マイナンバー制度によって副業や風俗店で働いていることが明らかになることからも、貧困女子の問題が深刻化する。
2022年に厚生労働省が行った調査によれば、2021年の貧困線は年収127万円とされているものの、働く成人女性の3分の1が年収127万円に満たないという調査結果が出ている。貧困には食事や着る物も無いほどである絶対的貧困と、国や地域の文化水準や生活水準を下回る状態の相対的貧困があり、貧困女子というのは相対的貧困に該当する。貧困女子というのは働いているにもかかわらず、周囲と比較してみれば生活水準が低い状態なのである。女性は3人に1人が貧困であるのに対し男性は5人に1人が貧困であることから女性の方が貧困に陥りやすい。
貧困女子というのは周囲から見て貧困に陥っているということを判断しにくいという特徴がある。貧困女子となっている人でも身なりを整えている人は多く、アパートやネットカフェなどの住居を確保しているため、一見では貧困女子であるということに気付けないということが多い。厚生労働省が行ったホームレスの調査によると、4,555人のホームレスのうちの4,253人は男性で、女性のホームレスは極端に少ないという調査結果が出ていることからも貧困女子というのは表面化されていない存在なのである。

### メディア作品
中村淳彦は『東京貧困女子。』という書籍を著している。特に単身女性とシングルマザーの貧困問題を考えるために、個人の問題に焦点を当てて取材して書いている。この『東京貧困女子。』というのは漫画版も描かれる。この『東京貧困女子。』は2023年にテレビドラマ化される。趣里が主演で11月17日より放送されている。
2016年9月21日には岩波新書で『ルポ 貧困女子』が発売される。この書籍では、貧困女子というのは衝撃的な物語が展開されるほど特殊なものとして捉えられており、これらは個人に起因した問題として処理されてしまう傾向にあるということを指摘している。このようになるのは貧困女子をイメージする時に、この社会で強固に働いている男性目線からの把握が真っ先にされているためとする。そして貧困女子というのは救われるべき弱者ではなくダメ人間という烙印を押され、終わりの無い努力を強いられているとする。